# 截距

函數 的 纵截距在 。

坐標幾何裏，如果函數或關係式與某个坐标轴有交点，交点所在坐标轴的坐标（亦即从原点到交点d 有向线段的数量）称为截距。y軸上的截距稱為纵截距，可用來測量斜率。x軸上的截距称为横截距，又叫根。與纵截距不同，函數{\displaystyle y=f(x)\,\!}可有多個横截距。
函數{\displaystyle y=f(x)\,\!}的纵截距是{\displaystyle f(0)\,\!}。
斜截式線性方程式{\displaystyle y=mx+b\,\!}的纵截距是{\displaystyle b\,\!}。
截距式線性方程式{\displaystyle {\frac {x}{a}}+{\frac {y}{b}}=1}，的横截距是{\displaystyle a}，纵截距是{\displaystyle b\,\!}。
假若函數表達為多項式{\displaystyle y=P(x)\,\!}，多項式的常數項就是纵截距，因為其它項都有{\displaystyle x\,\!}，當{\displaystyle x=0\,\!}時，也都等於0。

## 高维截距
截距的概念可以扩展到三维或更高维度的空间，也可以扩展到其它坐标轴。例如，二极管电压-电流特性的电流截距（I-截距，在电气工程中，I是表示电流的符号）。
1. ↑  《数学辞海》编辑委员会. . 2002-08: 299. ISBN 9787544023993.